# Robert-Espagne
Robert-Espagne è un comune francese di 847 abitanti situato nel dipartimento della Mosa nella regione del Grand Est.

## Società

### Evoluzione demografica
Abitanti censiti